# Daken
Daken (pronunciado DAH-ken, cujo nome real é Akihiro) é um anti-herói fictício das histórias em quadrinhos publicadas pela editora norte-americana Marvel Comics. Criado pelo escritor Daniel Way e por Steve Dillon, Daken apareceu pela primeira vez em Wolverine: Origens #5 (agosto de 2006). 
Daken é filho do mutante Wolverine com sua falecida esposa, Itsu. Ele herdou habilidades sobre-humanas semelhantes às do pai. Além disso, atuou como membro dos Vingadores Sombrios sob o codinome "Wolverine" até o desfecho da história em quadrinhos "O Cerco", em 2010.[carece de fontes?]

## Histórico
Itsu foi uma mulher japonesa que se casou com Wolverine. Durante as últimas fases de sua gravidez, foi assassinada pelo Soldado Invernal, em uma tentativa de atrair Wolverine e capturá-lo em Madripoor. Emma Frost, muitos anos depois, teria  presenciado essa terrível cena em um sonho precognitivo. Ela prontamente informa a Logan que o seu filho, que ele acreditava ter morrido junto da mãe, estava vivo. Após a morte de Mariko, um misterioso homem, trajando um grande casaco militar que ocultava a sua identidade, retira o bebê (Daken) do útero de sua mãe e deixa um falso corpo no local. Anos mais tarde, é revelado que a criança sobreviveu a esse horrível incidente devido ao fator de cura herdado de seu pai.
Disfarçado de um agente da S.H.I.E.L.D., Daken apunhala brutalmente a Dum Dum Dugan no peito com as suas garras e confronta o seu encarcerado pai pela primeira vez, cortando seu abdômen, deixando-o sangrando no chão; assim como ocorreu com sua mãe, muitos anos antes. Daken revela que “ajudou” seu pai a escapar, embora não seja por benevolência.
Ele volta a aparecer em Berlim, vivendo na casa de uma mulher com quem cruelmente brinca. Daken permite que ela presencie quando ele beija outro homem pois sabia que ela, consumida pela tristeza, iria beber uma garrafa inteira de Vinho Borgonha que ele havia previamente envenenado. Ele não apenas se contenta em colocar um fim terrível na vida da mulher como também faz questão de presenciar seu crime e, por puro sadismo, termina de matá-la com suas garras.
Enquanto passava pelas ruas de Potsdam, Alemanha, Daken é contatado por um mensageiro anônimo que o alerta sobre o descontentamento de seu mestre, pois ele não estava focando em seu "objetivo principal". Daken então assassina o mensageiro para novamente não deixar nenhum traço de sua presença. Mais tarde, ele aparece em um trem para Brussels, assistindo seu pai roubando um carro próximo. Ele então recebe um telefonema de um desconhecido “amigo” (o recém ressuscitado Cyber), que lhe confirma o destino para onde seu pai estava indo.
Seguindo seu pai até um cofre de um banco em Bruxelas, que continha o sintetizador de adamantium, Daken e Wolverine engajam-se em um sangrento combate, com Daken demonstrando uma grande habilidade, rapidez e agilidade similar ao seu pai. Wolverine, atrapalhado pela falta de desejo em matar seu filho e pela crença de que possa ser redimido, é rapidamente derrotado apesar da sua grande experiência e treinamento. Esse combate é interrompido por Cyber que arromba o cofre do banco e desafia Daken. É então revelado que Draken fora treinado por Cyber no passado. Cyber menciona que Daken é um lutador melhor e mais rápido do que ele, e também seu melhor aluno. De qualquer modo a imprevisibilidade de Cyber e sua força sobre-humana sobrepõem suas habilidades. Ele recusa levar Cyber até seus “mestres” e abandona o combate, deixando seu pai e seu mentor a negociarem um com o outro.
Daken mais tarde é visto na presença de Selvagem em um trem sendo torturado com um chicote ensopado de gasolina. Ele pede por misericórdia, mas recebe apenas um alerta de seu “mestre” para permanecer longe de seu pai.
Mais tarde Wolverine elabora um intricado plano e com a "ajuda" de Deadpool (embora o mesmo não soubesse disso) consegue desacordar Daken. Ele acorda sem memórias e Logan diz a ele que é um amigo. Logan vai encontrar Charles Xavier para apagar definitivamente todas as memórias de Daken. O Professor revela quem era o verdadeiro culpado da morte de sua mãe, o misterioso Romulus. Daken e Wolverine resolvem ir juntos procurar Romulus para um acerto de contas final.

## Vingadores Sombrios
Recentemente, Draken filiou-se aos Vingadores Sombrios, de Norman Osborn, adotando o codinome de seu pai, Wolverine.

## Poderes
- Super Velocidade: durante seu confronto com Wolverine e Cyber, Daken demonstrou um nível de velocidade sobre-humana, em distâncias mínimas. O limite dessa velocidade é desconhecido, mas ele se move rápido demais para Wolverine notar, mesmo com sua visão aguçada. Recentemente, Daken, quando contrariado por Deadpool que dizia que já havia matado "milhares" de pessoas com super velocidade, Daken retruca dizendo que não possui super velocidade, que sua velocidade é igual a de Deadpool, mas ele aprendeu a estar onde o adversário não olha.
- Regeneração (Fator de Cura): o corpo de Daken também possui um fator de cura acelerado, que permite que ele recupere de ferimentos mais rápido do que um humano comum. A total extensão de seus poderes de cura é desconhecida. Ele conta também com imunidade telepática.
- Sentidos aguçados: seus sentidos da visão, audição e olfato são ampliados a escalas super-humanas.
- Resistência elevada: assim como acontece com seu pai, o fator de cura de Daken aumenta significativamente a eficiência de sua musculatura, fazendo com que seu corpo produza menos toxinas causadoras de fadiga durante esforço físico, se comparado a um humano normal.
- Garras Retráteis: mais uma herança genética de seu pai, Daken também possui três garras retráteis em cada braço só que ao contrário de Logan, que todas as garras emergem da parte superior de seu punho, duas saem na extremidade superior de cada punho e a terceira emerge do centro da parte de trás do braço. O osso que constitui as garras é muito mais denso e afiado que um osso comum. Recentemente Daken revestiu a sua terceira garra com o metal da espada Muramasa, único metal capaz de ferir Wolverine impedindo que seu fator de cura aja.
- Controle de feromônios: sua habilidade única, permite que ele elimine seu próprio odor a escalas indetectáveis, ou seja, nem o seu próprio pai, Wolverine, consegue localizá-lo. Ele ainda pode usar esse poder para controlar o estado emocional e percepção sensorial de outras pessoas. Daken também mostrou uma habilidade de fazer os outros sentirem a mesma emoção que a dele. Porém, é desconhecido se isto é parte de sua fisiologia natural ou se é adquirida por meios artificiais.
- Super Agilidade: dá a Daken a capacidade de se mover rapidamente , e evitar balas podendo desviar numa velocidade surpreendente.
- Reflexos aguçados: permite reações rápidas.

## Habilidades
Mestre em Artes Marciais: Daken já provou ser um grande lutador, chegando a ponto de derrotar Wolverine e Deadpool no combate corpo a corpo. Porém seu sucesso no combate também deve-se ao fato de ele ser capaz de usar seus feromônios para controlar a percepção e o estado emocional dos outros.

## Fraqueza
Adamantium: assim como acontece com seu pai Wolverine, seu fator de cura pode ter a velocidade dramaticamente reduzida se houver adamantium em sua corrente sanguínea, implantado ou caso tenha sido atingido por algum projétil feito dele. O adamantium não impede que o fator de cura aja, apenas faz com que sua velocidade caia muito, se comparado ao normal.

## A Morte
Há pouco tempo, nos quadrinhos da fabulosa X-Force, Daken foi morto por seu pai, Wolverine, ao ser afogado em uma poça d'agua.